# Whitesnake (album)
Whitesnake (tytuł amerykański, w Europie znany jako 1987) – siódmy album muzyczny grupy rockowej Whitesnake wydany w kwietniu 1987 roku.

## Lista utworów
Wersja amerykańska
1. „Crying in the Rain” (Coverdale) – 5:37
2. „Bad Boys” – 4:09
3. „Still of the Night” – 6:41
4. „Here I Go Again” (Coverdale, Bernie Marsden) – 4:35
5. „Give Me All Your Love” – 3:30
6. „Is This Love” – 4:45
7. „Children of the Night” – 4:24
8. „Straight for the Heart” – 3:40
9. „Don’t Turn Away” – 5:11

Wersja europejska
1. „Still of the Night” – 6:36
2. „Bad Boys” – 4:06
3. „Give Me All Your Love” – 3:31
4. „Looking for Love” – 6:33
5. „Crying in the Rain” (Coverdale) – 5:37
6. „Is This Love” – 4:43
7. „Straight for the Heart” – 3:39
8. „Don’t Turn Away” – 5:10
9. „Children of the Night” – 4:24
10. „Here I Go Again 87” (Coverdale, Marsden) – 4:34
11. „You’re Gonna Break My Heart Again” – 4:11

## Single
- „Here I Go Again”
- „Is This Love”
- „Still of the Night”
- „Give Me All Your Love”
- „Crying in the Rain”
- „Bad Boys”

### Twórcy
- David Coverdale – wokal, perkusja, pianino
- John Sykes – gitara (tylko wydaniu amerykańskim)
- Neil Murray – bas
- Aynsley Dunbar – perkusja

### Gościnnie wystąpili
- Don Airey – keyboard
- Bill Cuomo – keyboard
- Adrian Vandenberg – gitara

## Certyfikaty i sprzedaż
| Kraj                      | Certyfikat         | Sprzedaż   |
| ------------------------- | ------------------ | ---------- |
| Kanada (MC)               | 5x platynowa płyta | 500 000+   |
| Niemcy (BVMI)             | złota płyta        | 250 000+   |
| Nowa Zelandia (RMNZ)      | platynowa płyta    | 15 000+    |
| Stany Zjednoczone (RIAA)  | 8x platynowa płyta | 8 000 000+ |
| Szwajcaria (IFPI Schweiz) | złota płyta        | 25 000+    |
| Szwecja (GLF)             | złota płyta        | 50 000+    |
| Wielka Brytania (BPI)     | platynowa płyta    | 300 000+   |